# Bucy-Saint-Liphard
Bucy-Saint-Liphard è un comune francese di 212 abitanti situato nel dipartimento del Loiret nella regione del Centro-Valle della Loira.

## Società

### Evoluzione demografica
Abitanti censiti